# Temporarily Expendable
Temporarily Expendable is een nummer van de Nederlandse band Urban Dance Squad uit 1996. Het is de tweede single van hun vierde studioalbum Planet Ultra.
"Temporarily Expendable" leverde Urban Dance Squad een klein succesje op in het Nederlandse taalgebied. In Nederland bereikte het de 10e positie in de Tipparade, en in Vlaanderen de 15e positie in de Tipparade. Hiermee was het ook de laatste notering voor de band in deze lijsten.

## Tracklijst
1. "Temporarily Expendable"
2. "Temporarily Expendable" (Hard Hammond Dub)
3. "Temporarily Expendable" (Dark Days Mix)
4. "Temporarily Expendable" (Wondering Roots Mix)